# Canton de Montreuil-Nord
Le canton de Montreuil-Nord est une ancienne division administrative française située dans le département de la Seine-Saint-Denis et la région Île-de-France.
Les trois anciens cantons de Montreuil ont été répartis lors du redécoupage cantonal de 2014 en France dans les nouveaux  cantons de Montreuil-1 et Montreuil-2.

## Histoire
Lors du redécoupage cantonal de 1976 est créé le canton de Montreuil-Nord, qui comprend une partie de la commune de Montreuil, par démembrement des cantons de Montreuil-Ouest, Montreuil-Est et de Romainville.
Voir canton de Montreuil-Est.
Un nouveau découpage territorial de la Seine-Saint-Denis entré en vigueur à l'occasion des premières élections départementales suivant le décret du 21 février 2014. Les conseillers départementaux sont, à compter de ces élections, élus au scrutin majoritaire binominal mixte. Les électeurs de chaque canton élisent au Conseil départemental, nouvelle appellation du Conseil général, deux membres de sexe différent, qui se présentent en binôme de candidats. Les conseillers départementaux sont élus pour 6 ans au scrutin binominal majoritaire à deux tours, l'accès au second tour nécessitant 12,5 % des inscrits au 1er tour. En outre, la totalité des conseillers départementaux est renouvelée. Ce nouveau mode de scrutin nécessite un redécoupage des cantons dont le nombre est divisé par deux avec arrondi à l'unité impaire supérieure si ce nombre n'est pas entier impair, assorti de conditions de seuils minimaux. En Seine-Saint-Denis, le nombre de cantons passe ainsi de 40 à 21.
Dans ce cadre, les trois anciens cantons qui regroupaient la commune de Montreuil sont répartis dans les nouveaux  cantons de Montreuil-1 et Montreuil-2, à compter des élections départementales françaises de 2015.

## Représentation
| Période | Période | Identité             | Étiquette        | Qualité |
| ------- | ------- | -------------------- | ---------------- | --- |
| 1976    | 1988    | Simone Robert        | PCF              | Permanent politique |
| 1988    | 2001    | Raphaël Grégoire     | PCF              | Cadre Adjoint au maire de Montreuil |
| 2001,   | 2008    | Claire Pessin-Garric | MRC puis MARS-GR | Institutrice Adjointe au maire de Montreuil vice-présidente du Conseil général (2004 → 2008)                                                          |
| 2008    | 2015    | Frédéric Molossi     | PS               | Conseiller municipal (1989 → 1995 et 2008 → 2014) ou adjoint au maire (1995 → 2008 et 2014 → ) de Montreuil Elu en 2015 dans le Canton de Montreuil-1 |

## Composition
La  commune de  Montreuil est divisée en trois cantons. Les deux autres sont le canton de Montreuil-Est et le canton de Montreuil-Ouest.
| Communes                   | Population (2012) | Code postal | Code Insee |
| -------------------------- | ----------------- | ----------- | ---------- |
| Montreuil, commune entière | 103 068           | 93 100      | 93 048     |

## Démographie
| 1962 | 1968 | 1975 | 1982 | 1990   | 1999   | 2006   | 2011   | - | - |
| ---- | ---- | ---- | ---- | ------ | ------ | ------ | ------ | - | - |
| -    | -    | -    | -    | 29 718 | 28 436 | 32 844 | 31 629 | - | - |